# Saint-Python
 Saint-Python  é uma localidade e comuna francesa, na região de Altos da França, departamento de Norte, no distrito de Cambrai e cantão de Solesmes.

## Demografia
| 1962 | 1968 | 1975 | 1982 | 1990 | 1999 |
| ---- | ---- | ---- | ---- | ---- | ---- |
| 1365 | 1412 | 1349 | 1251 | 1118 | 1014 |